# Ext2
ext2 або 2-га розширена файлова система — файлова система для ядра Linux. Розроблена Rémy Card'ом як заміна для extended file system. Вона достатньо швидка для того, щоб служити еталоном в тестах продуктивності файлових систем. Вона не є журнальованою файловою системою, і це її основний недолік. Розвитком ext2 стала журнальована файлова система ext3, повністю сумісна з ext2.

## Історія
На зорі розвитку Linux використовувала файлову систему Minix. Ця файлова система була досить стабільною, однак була 16-розрядною і, як наслідок, мала жорсткі обмеження — 64 мегабайти на розділ. Також було обмеження довжини імені файлу — воно становило 14 байт. Ці і не тільки обмеження призвели до появи в липні 1992 року «розширеної файлової системи» (extended file system), що вирішувала 2 основні проблеми Minix. Нова файлова система розширила обмеження на розмір файлу до 2 гігабайт і встановила максимальну довжину імені файлу в 255 байт. Однак вона все одно мала проблеми: не було підтримки роздільного доступу, тимчасових міток модифікації даних.
Розв'язком усіх проблем стала нова файлова система, розроблена в лютому 1993 року. В ext2 були одразу реалізовані відповідні стандарту POSIX списки контролю доступу ACL і розширені атрибути файлів.